# Saint-George (cratère)
Pour les articles homonymes, voir Saint-Georges.
Saint-George est un cratère de Hadley–Apennine, une région de la face visible de la Lune. Les astronautes américains David Scott et James Irwin y ont manœuvré le rover lunaire LRV.
Les astronautes de la mission Apollo 15 ont baptisé le lieu de leur alunissage en référence au Nuits-Saint-Georges, un vin de Bourgogne que boivent les personnages du roman de Jules Verne De la Terre à la Lune.
Le nom du cratère est adopté par l'IAU en 1973.

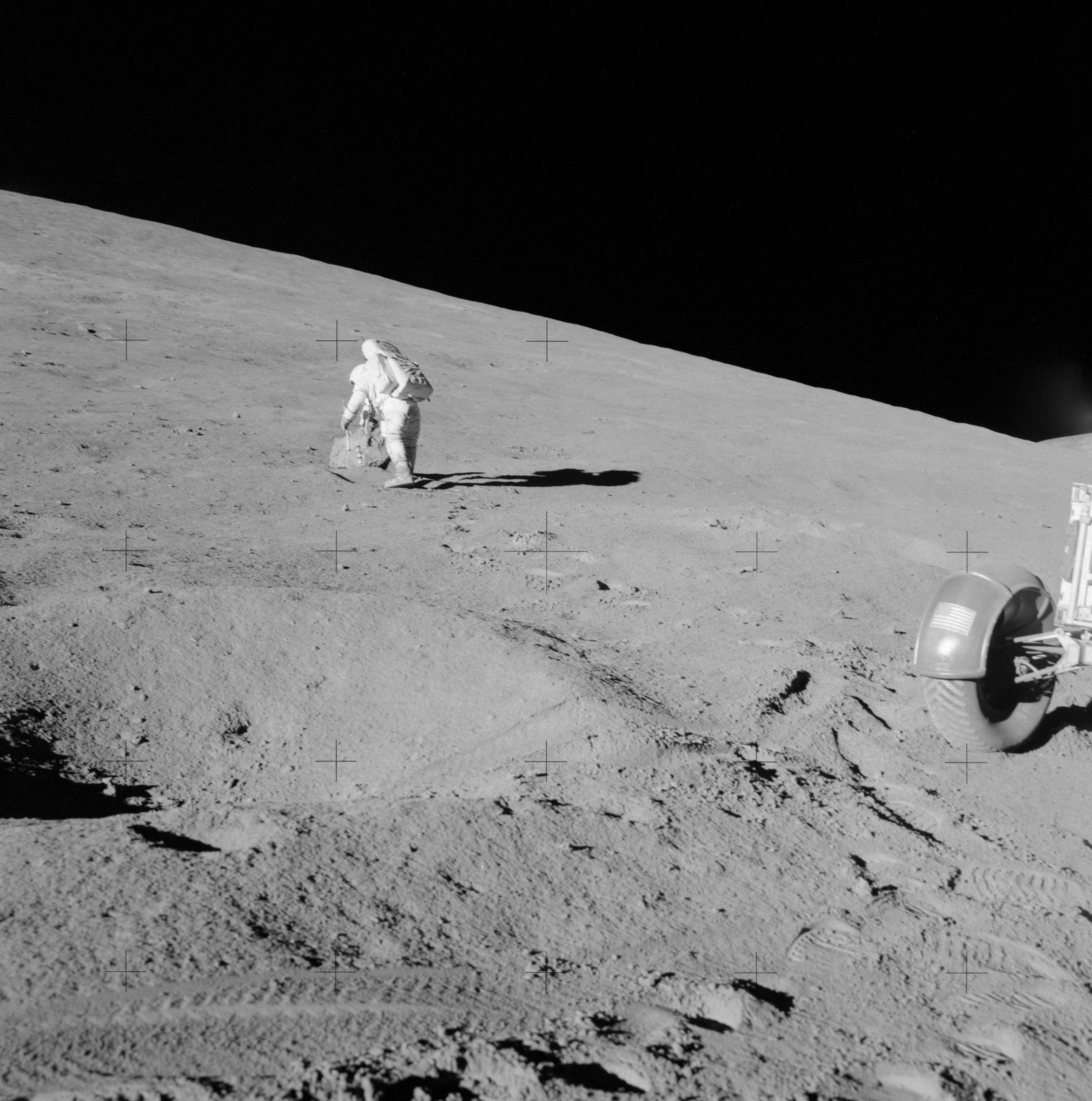
David Scott qui prélève des échantillons de roche au bord de Saint-George.

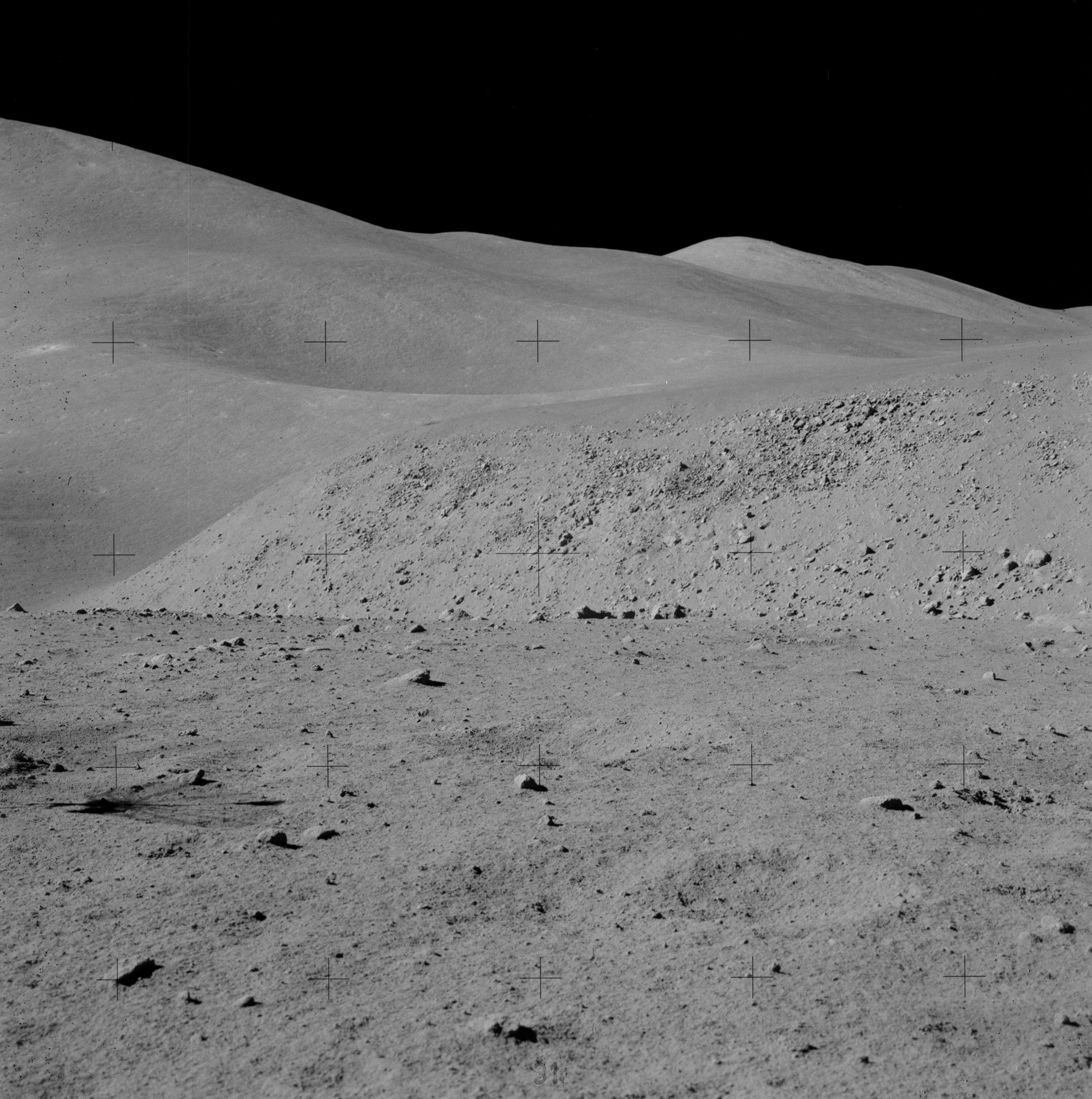
Vue de Saint-George de la Geology Station 9